# Crotalus lepidus
Crotalus lepidus là một loài rắn trong họ Rắn lục. Loài này được Kennicott mô tả khoa học đầu tiên năm 1861.

## Hình ảnh

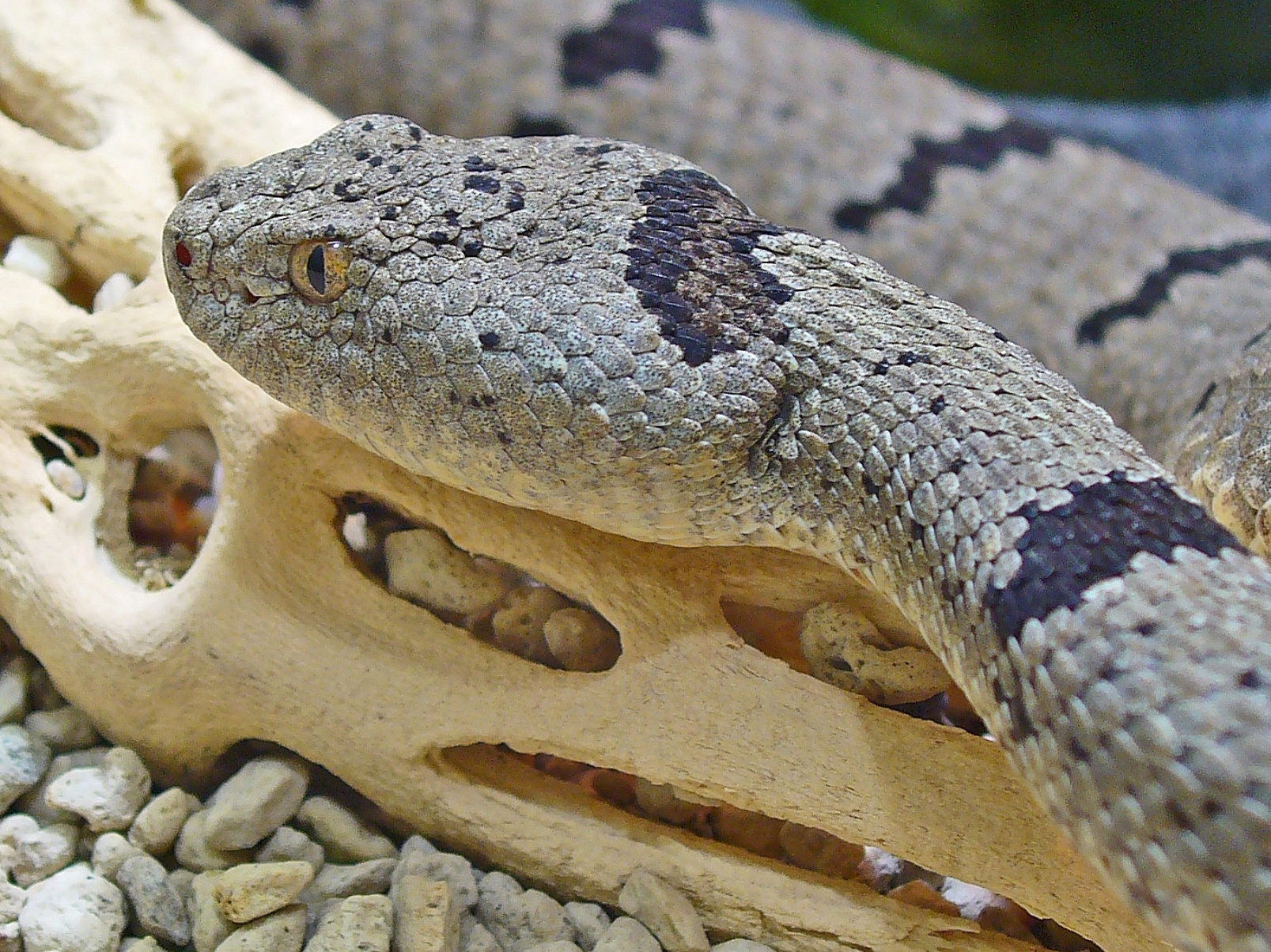
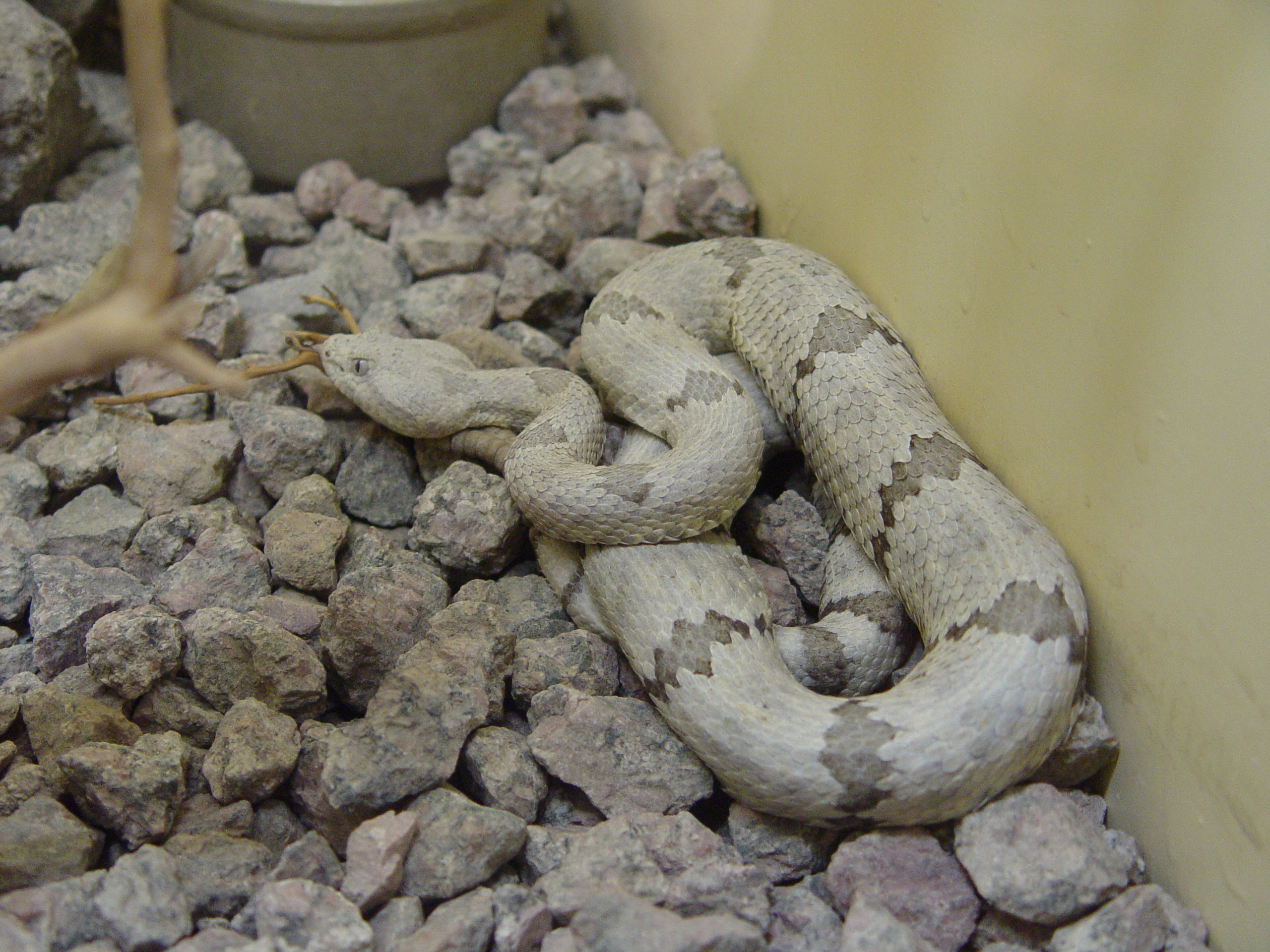
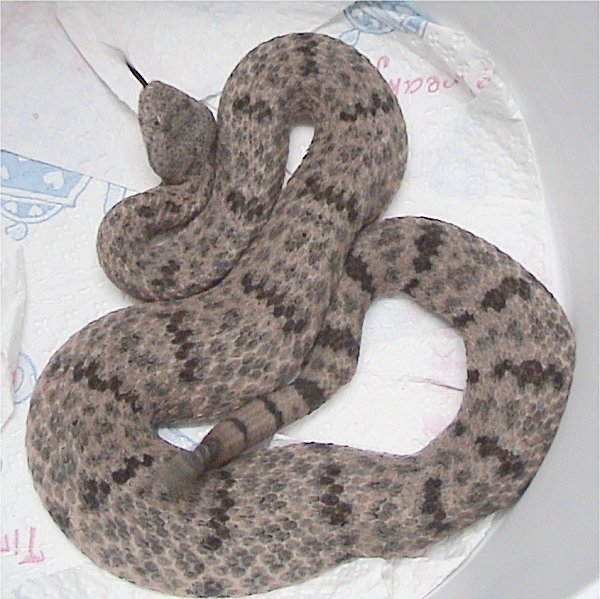
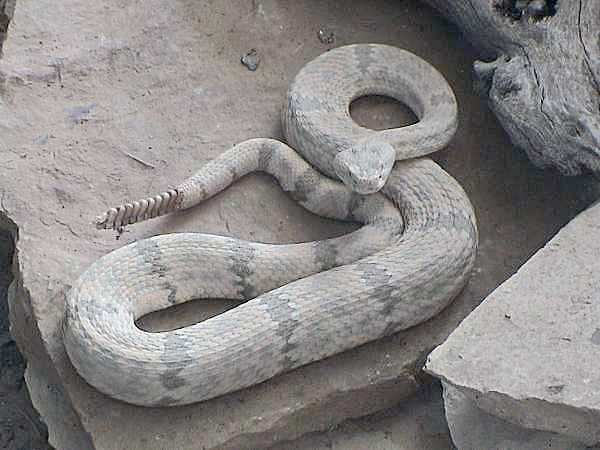